# Dolichodorus heterocercus
Dolichodorus heterocercus is een rondwormensoort. De wetenschappelijke naam van de soort is voor het eerst geldig gepubliceerd in 1930 door Kreis.